# Khorchag Gönpa
| Tibetische Bezeichnung                           |
| ------------------------------------------------ |
| Tibetische Schrift: འཁོར་ཆགས་དགོན་པ་               |
| Wylie-Transliteration: ’khor chags dgon pa       |
| Offizielle Transkription der VRCh: Korqag goinba |
| THDL-Transkription: Korchak gönpa                |
| Andere Schreibweisen: Khorchag, Khorchak         |
| Chinesische Bezeichnung                          |
| Traditionell: 科迦寺                             |
| Vereinfacht: 科迦寺                              |
| Pinyin:Kējiā Sì                                  |

Khorchag Gönpa (auch Korqag-Kloster, tibetisch: འཁོར་ཆགས་དགོན་པ་, Umschrift nach Wylie: 'khor chags dgon pa) ist ein buddhistisches Kloster (Gönpa) in der gleichnamigen Gemeinde im Süden des Kreises Burang (Purang) im Regierungsbezirk Ngari im Autonomen Gebiet Tibet der Volksrepublik China. Die ursprünglichen Bauten des im Westen häufig unter der nepalesischen Bezeichnung „Khojarnath“ (auch: Kojarnath, Khorja Gompa) bekannten Klosters datieren auf das Jahr 996. Gemäß der tibetischen Überlieferung ist es von Rinchen Sangpo (rin chen bzang po; 958–1055), dem großen Übersetzer des westtibetischen Königreichs Guge, gegründet worden.
Das Kloster steht seit 2001 auf der Denkmalliste der Volksrepublik China (5-410).   